# Rivière aux Brochets
Der Rivière aux Brochets (französisch; in Kanada) oder Pike River (englisch; in den USA) ist ein Fluss im Süden der kanadischen Provinz Québec sowie im äußersten Norden des US-Bundesstaats Vermont. Der Flussname bedeutet im Deutschen „Hecht-Fluss“.

## Flusslauf
Der Rivière aux Brochets hat seinen Ursprung in Kanada unweit der US-Grenze. Er überquert die Grenze nach Vermont in südwestlicher Richtung. Später fließt er östlich am Lac Carmi vorbei in nördlicher Richtung und erreicht wieder Kanada und durchfließt im Anschluss die MRC Brome-Missisquoi in nordwestlicher Richtung. Dabei passiert er die Orte Frelighsburg und Stanbridge East, die Kleinstadt Bedford, sowie Notre-Dame-de-Stansbridge. Hier wendet sich der Fluss abrupt nach Süden. Er fließt an Pike River vorbei und mündet in die Baie Missisquoi im äußersten Nordosten des Lac Champlain. Dort befindet sich das Schutzgebiet Réserve écologique de la Rivière-aux-Brochets. Der Fluss hat eine Länge von 67 km. Sein Einzugsgebiet umfasst etwa 630 km².